# 池子
池子（いけご）は、神奈川県逗子市の町名である。現行行政地名は池子と池子一丁目から池子四丁目。住居表示実施済み区域。面積は3.80km2で、市の2割ほどの面積を占める。

## 地理
逗子市北東部に位置する。地名は3つの大きな溜池（大池・摺鉢池・廻り倉池）が存在したことから。
鎌倉市十二所、横浜市金沢区六浦に面している。
区制を施行している。逗子市内で区制を施行しているのは池子と小坪の2区のみである。1丁目から4丁目に区分されるが、それとは別に池子区として上町・中町・下町の区分も存在する。

### 地価
住宅地の地価は、2023年（令和5年）1月1日の公示地価によれば、池子2-7-26の地点で15万1000円/m2、池子3-11-39の地点で12万2000円/m2となっている。

## 歴史
旧池子村についてもここで解説する。
池子の歴史は資料の不足等により、特に中世以前について謎につつまれていたが、1988年（昭和63年）から1994年（平成6年）にかけての池子遺跡群の発掘調査によって弥生時代から近世以降の複合遺跡が存在することが分かった。
6000年ほど前まで低地は浅瀬であった。2000年ほど前の弥生中期から人が定住したようで、稲作を行っていた痕跡も残されていた。また池子は域内を古東海道が通るとされ、日本武尊の東征伝説が残されている。池子の本格的な開拓は古東海道をやってきた物部氏によって行われたと伝えられる。池子開発の伝承として、「池子王将監の大蛇退治伝説」が存在する。
池子遺跡群の出土品から奈良時代後期には南多摩付近と交流があったと考えられ、小規模な鍛冶が行われていた可能性も指摘されている。

### 池子村
東昌寺縁起『東勝寺略記之事』によれば、1220年（承久2年）に北条政子が源実朝の菩提を弔うため、池子阿弥陀ヶ谷に阿弥陀如来像を安置させたとある。1333年（元弘5年）、東勝寺（現・東昌寺）が建立された。『小田原衆所領役帳』によれば1559年（永禄2年）の時点では太平寺（鎌倉尼五山の筆頭寺院、泰平寺とも）の寺領であった。1563年（永禄6年）に太平寺は廃寺になったとみられるため、池子村は北条氏直轄地となったと推測されている。
後北条氏滅亡後は、1594年（文禄3年）時点では幕領であったが、徳川家光の寄進により1638年（寛永15年）に池子村の300石が、1642年（寛永19年）には池子村全体の412石が英勝寺の寺領となる。水戸徳川家と関係の深い英勝寺の寺領となったことで一種の治外法権地と化し、「泥棒も逃げこんだら追手は入れなかった」という伝承が残されている。また近世を通して名主を庄屋、奉公人を家来と呼ぶなど関東地方では珍しい風習を残した。
1788年（天明8年）6月13日、池子村において伝染病が流行した際、英勝寺住持戒光院より神輿と牛頭天王を拝領する。これにより現在も池子神明社の例祭で行われる水干を着用し行列をなす「天王神輿の古式渡御」が始まる。
1868年（明治元年）池子村は水戸藩の管轄となる。1871年（明治4年）、廃藩置県にともない水戸県に属したのち、同年11月、神奈川県に属する。当時池子村の人口は400人ほどであった。
1884年（明治17年）7月3日、郡区町村編制法により逗子域内の7つの村（池子村、小坪村、桜山村、逗子村、沼間村、久木村、山野根村）が連合し、逗子村外六ヶ村を形成。戸長役場は延命寺に置かれた。
1888年（明治21年）4月25日公布の市制・町村制、1890年（明治23年）5月17日公布の府県制・郡制によって、1889年（明治22年）4月1日、田越村が発足した。村役場は初め延命寺に置かれたが、1892年（明治25年）に現在の逗子市役所の場所に移転した。

### 池子
- 1900年（明治33年） - 池子-六浦間に池子トンネル開通
- 1903年（明治36年） - 4月、各種学校私立第二開成学校が東昌寺を仮校舎として開校するが、同年9月、新宿浜に移転する。
- 1911年（明治44年） - 葉山警察署池子駐在所が発足。
- 1913年（大正2年） - 町制施行により、逗子町池子となる。
- 1931年（昭和6年） - 4月、湘南電気鉄道神武寺仮駅が開業する。
- 1933年（昭和8年） - 7月、死のう団が池子(資料によっては桜山)の山中で焚き火をして検挙される。
- 1937年（昭和12年） - 横須賀鎮守府による池子弾薬庫建設計画が公表される。
- 1938年（昭和13年） - 接収地(池子弾薬庫建設地)からの強制移住が始められる。
- 1940年（昭和15年） - 横須賀鎮守府施設部池子宿舎が古戸地区(現在の第一運動公園付近)東側に建設される。
- 1941年（昭和16年） - 12月、接収地内の池子-久木間にトンネル開通。
- 1943年（昭和18年） - 逗子町が横須賀市へ編入。
- 1944年（昭和19年）

- 横須賀海軍工廠第一次疎開。池子に造兵部、光学実験部、電池実験部の関連地下工場を建設。
- 弾薬庫建設地からの強制移住が完了。計55世帯。
- 神武寺仮駅が現在地に移転。
- 1945年（昭和20年） - 横須賀海軍工廠第二次疎開。終戦時に池子に存在した地下施設は工廠火薬庫、蓄電池工場、仮倉庫。[19]池子弾薬庫は連合国軍に接収される。
- 1947年（昭和22年）

- 11月17日午前9時55分、池子弾薬庫第三倉庫が爆発、7棟600tの火薬に引火。6名が負傷し、山林100ha焼失。翌日午前7時鎮火。一般に知られている池子弾薬庫爆発事故はこれを指す。
- 11月19日午前4時、池子弾薬庫第二倉庫で火災。
- 11月24日、火災が発生していた池子弾薬庫第二倉庫が爆発。日本人1名死亡、1名負傷。米第1騎兵師団が現場に急行し、報道管制が行われる。
- 1948年（昭和23年） - 東昌寺境内に池子託児所（現・湘南保育園）が設置された。
- 1950年（昭和25年） - 逗子市立逗子中学校が現在地に移転。逗子が横須賀市から分離独立し三浦郡逗子町池子となる。

### 池子区

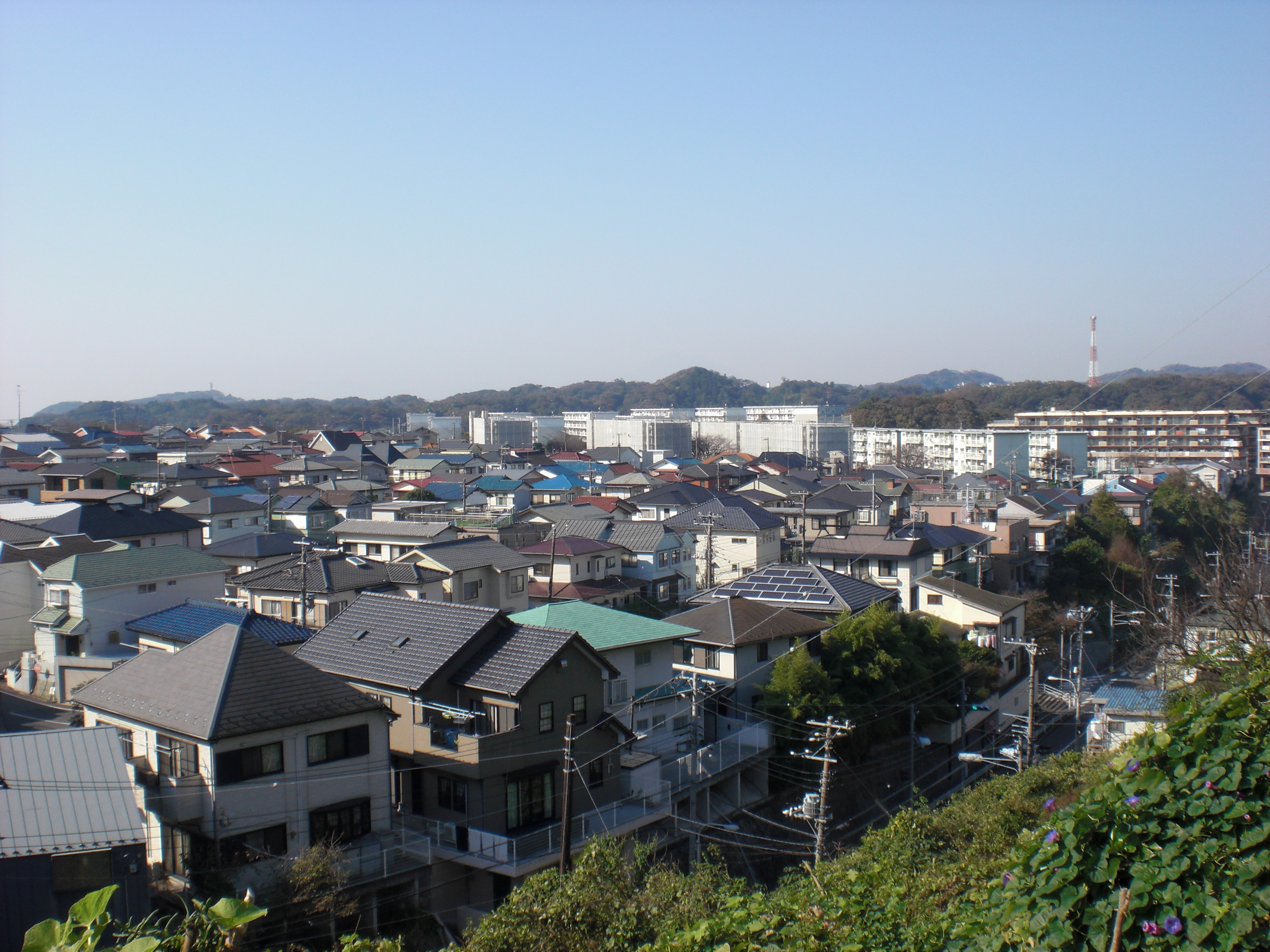
夕日が丘から池子2丁目方面を望む

- 1951年（昭和26年） - 池子全世帯を対象とした自治組織「親和会」が組織された[21]。
- 1954年（昭和29年） - 逗子町、市制施行。逗子市池子となる。
- 1955年（昭和30年） - 4月1日親和会と明治十年会、神明社氏子会等が統合し池子区会が組織[22]。区制を施行し区内を上町、中町、下町の3町内会に分ける。同年、神奈川県立逗子高等学校が現在地に移転した。
- 1960年（昭和35年） - 区制5周年記念式典及び運動会を逗子中学校で行う。これにちなみ1977年以降「池子健康まつり」と称される運動会が毎年行われる。
- 1962年（昭和37年） - 池子-沼間間の海軍工廠地下第二工場予定地跡（完成前に終戦、防空壕）に神武寺隧道開通。
- 1970年（昭和45年） - 池子1丁目に逗葉医師会による公衆衛生センター（逗葉地域医療センター）が開設される。
- 1972年（昭和47年） - 接収地の一部が返還され第一運動公園が開園する。
- 1973年（昭和48年） - 遊休地化していた弾薬庫への弾薬輸送が再開する[23]。
- 1974年（昭和49年） - 逗子市立池子小学校が逗子市立逗子小学校の校舎内に開校。同年、現在地へ移転。湘南保育園も現在地へ移転した。
- 1977年（昭和52年） - 池子小学校にて第1回池子健康まつり。運動公園にて第1回逗子市民まつり。
- 1978年（昭和53年） - 池子弾薬庫が無人となる。逗子市議会、接収地全面返還要求決議を可決。
- 1982年（昭和57年） - 池子米軍住宅建設計画が公表される。市民大会にて反対運動展開決議を採択。
- 1983年（昭和58年） - 大池の7割を埋立て、逗子市老人福祉センター（現・逗子市高齢者センター）を建設。
- 1984年（昭和59年） - 逗子ホームせせらぎ（介護老人福祉施設）を逗子中学校奥に設立。
- 1988年（昭和63年） - 神奈川県立埋蔵文化財センターによる池子遺跡群の試掘調査。
- 1989年（平成元年） - 4月、財団法人かながわ考古学財団が池子遺跡群の本発掘調査を開始する。
- 1994年（平成6年） - 10月、池子遺跡群の本格調査を終了する。
- 1997年（平成9年） - 第一運動公園隣接地に逗子アリーナ（逗子体育館）完成。
- 1999年（平成11年） - 池子米軍住宅地区スポーツ管理棟内に池子遺跡群資料館設立。
- 2003年（平成15年） - 池子神明社神輿保存会が発足。神明社の例祭に「天王神輿の古式渡御」が復活。
- 2005年（平成17年） - 区制施行50周年記念事業として神明社の境内・階段の補修整備を行う。
- 2014年（平成26年） - 4月、第一運動公園再整備工事が終了。
- 2020年（令和2年） - 2月5日午前8時ごろ、2丁目の市道で幅13メートル（3メートルの報道もある[24]）ほどの崖崩れが発生し、通行中の18歳の女性が死亡した[25][26]。現場は逗子駅から東に2キロメートル・東逗子駅から北に800メートル余の住宅街で、土砂災害警戒区域の急傾斜地に指定されていた[27][28]。

## 世帯数と人口
2021年（令和3年）10月1日現在（逗子市発表）の世帯数と人口は以下の通りである。
| 丁目               | 世帯数    | 人口    |
| ------------------ | --------- | ------- |
| 池子一丁目         | 278世帯   | 639人   |
| 池子二丁目         | 1,498世帯 | 3,310人 |
| 池子三丁目・四丁目 | 794世帯   | 1,930人 |
| 計                 | 2,570世帯 | 5,879人 |

### 人口の変遷
国勢調査による人口の推移。
| 年                 | 人口  |
| ------------------ | ----- |
| 1995年（平成7年）  | 6,910 |
| 2000年（平成12年） | 6,490 |
| 2005年（平成17年） | 6,033 |
| 2010年（平成22年） | 6,129 |
| 2015年（平成27年） | 5,967 |
| 2020年（令和2年）  | 5,865 |

### 世帯数の変遷
国勢調査による世帯数の推移。
| 年                 | 世帯数 |
| ------------------ | ------ |
| 1995年（平成7年）  | 2,379  |
| 2000年（平成12年） | 2,353  |
| 2005年（平成17年） | 2,342  |
| 2010年（平成22年） | 2,454  |
| 2015年（平成27年） | 2,495  |
| 2020年（令和2年）  | 2,531  |

## 学区
市立小・中学校に通う場合、学区は以下の通りとなる（2023年2月時点）。
| 大字・丁目 | 番地 | 小学校             | 中学校             |
| ---------- | ---- | ------------------ | ------------------ |
| 池子       | 全域 | 逗子市立池子小学校 | 逗子市立逗子中学校 |
| 池子一丁目 | 全域 | 逗子市立池子小学校 | 逗子市立逗子中学校 |
| 池子二丁目 | 全域 | 逗子市立池子小学校 | 逗子市立逗子中学校 |
| 池子三丁目 | 全域 | 逗子市立池子小学校 | 逗子市立逗子中学校 |
| 池子四丁目 | 全域 | 逗子市立池子小学校 | 逗子市立逗子中学校 |

## 事業所
2021年（令和3年）現在の経済センサス調査による事業所数と従業員数は以下の通りである。
| 大字・丁目 | 事業所数  | 従業員数 |
| ---------- | --------- | -------- |
| 池子       | 3事業所   | 86人     |
| 池子一丁目 | 16事業所  | 166人    |
| 池子二丁目 | 59事業所  | 305人    |
| 池子三丁目 | 17事業所  | 166人    |
| 池子四丁目 | 9事業所   | 232人    |
| 計         | 104事業所 | 955人    |

### 事業者数の変遷
経済センサスによる事業所数の推移。
| 年                 | 事業者数 |
| ------------------ | -------- |
| 2016年（平成28年） | 101      |
| 2021年（令和3年）  | 104      |

### 従業員数の変遷
経済センサスによる従業員数の推移。
| 年                 | 従業員数 |
| ------------------ | -------- |
| 2016年（平成28年） | 560      |
| 2021年（令和3年）  | 955      |

## 交通

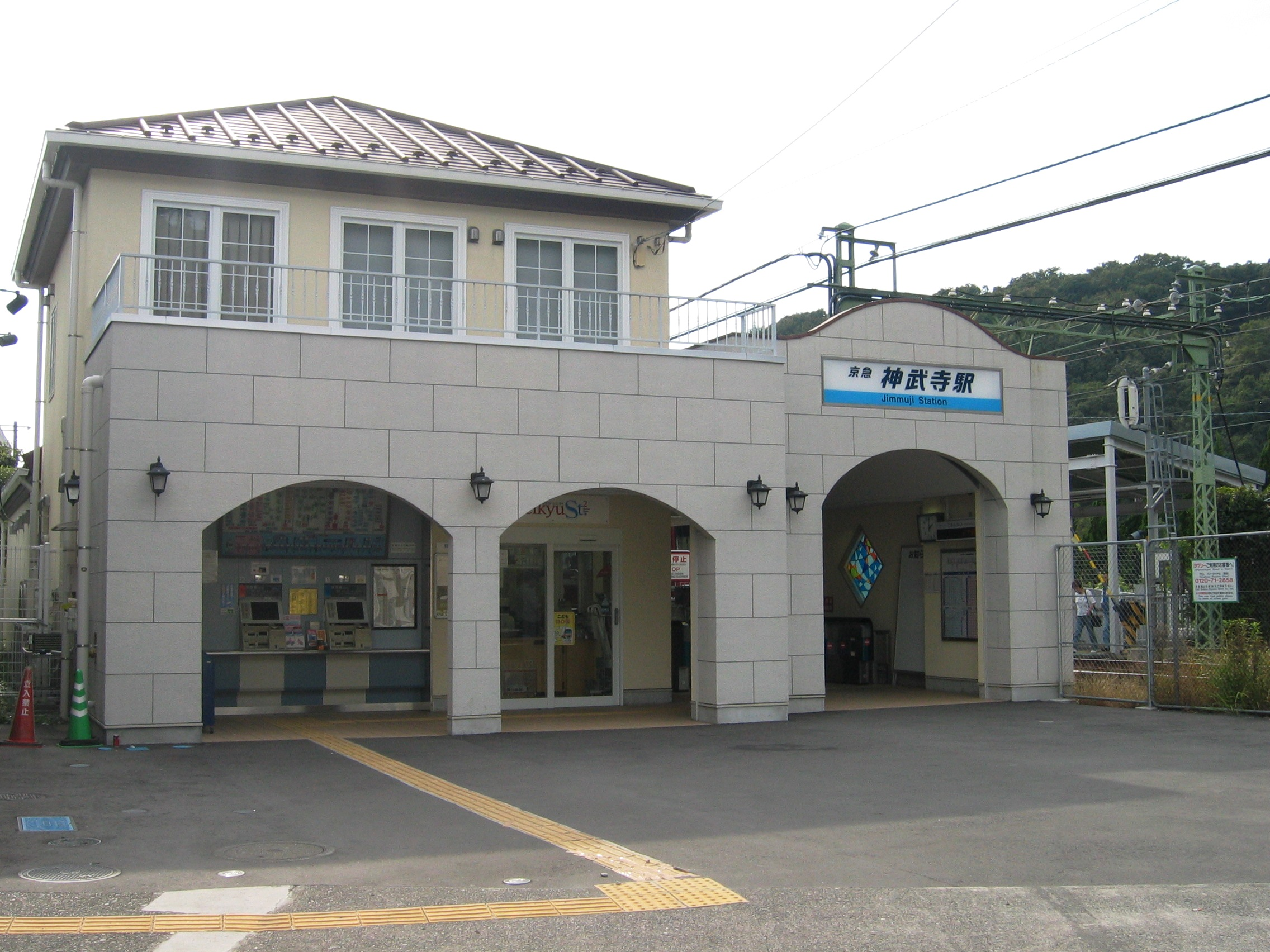
神武寺駅

- 京浜急行電鉄逗子線神武寺駅
- 神奈川県道205号金沢逗子線

## 施設

### 公共
- 池子遺跡群資料館
- 逗子池子郵便局
- 逗子市消防北分署
- 逗子アリーナ
- 逗子市環境クリーンセンター
- 逗子市高齢者センター
- 逗子ホームせせらぎ(介護老人福祉施設)
- 逗葉地域医療センター
- 第一運動公園

### 教育
- 湘南保育園
- 逗子市立池子小学校
- 逗子市立逗子中学校
- 神奈川県立逗子高等学校
- 理科ハウス

### 神社仏閣

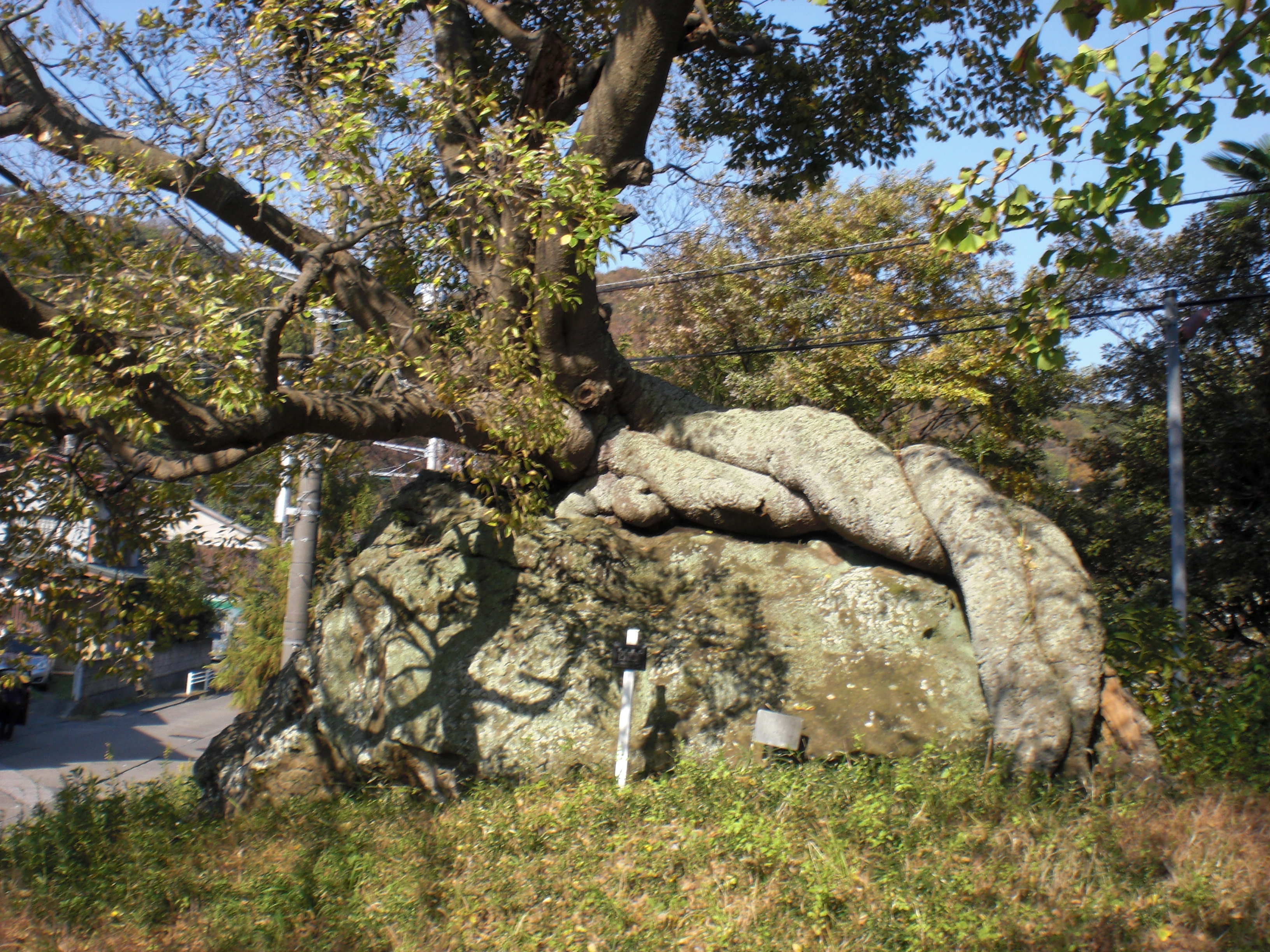
福富稲荷の石抱き榎

- 神明社
- 浅間社
- 東昌寺
- 福富稲荷

### 軍事
- 池子住宅地区及び海軍補助施設（旧・池子弾薬庫）
  - 在日米海軍横須賀施設本部池子支所
  - 在日米海軍司令部統合消防隊第2消防署
  - 在日米海軍横須賀基地憲兵司令部池子支所

### 史跡
- 石切場跡

池子石の採掘場。建築用材として用いられ、横須賀軍港の建造にも使われた。関東大震災の発生、安い大谷石の流入や新たな建材の開発等の影響で1937年頃に廃坑。西遊記のロケが行われた。
- 横須賀海軍工廠池子地下工場
- 池子遺跡群

## その他

### 日本郵便
- 郵便番号 : 249-0003[3]（集配局 : 逗子郵便局[38]）。